# 羅曼諾韋村
49°32′58″N 25°53′8″E / 49.54944°N 25.88556°E
羅曼諾韋村（羅馬化：Romanove Selo）是位於烏克蘭西部特諾皮爾州裏特諾皮爾區的村莊，距離基丹齊1.5公里，始建於1575年，面積1.28平方公里，2001年人口887。